# Маріцея
Маріцея, Меріцей (рум. Măriței) — село у повіті Сучава в Румунії. Адміністративний центр комуни Дерменешть.

## Розташування
Село знаходиться на відстані 368 км на північ від Бухареста, 13 км на північний захід від Сучави, 127 км на північний захід від Ясс.

## Історія
Давнє українське село Мерецей на південній Буковині. За переписом 1900 року в селі було 298 будинків, проживали 1285 мешканців (1203 українці, 63 німці, 6 румунів та 13 інших національностей).

## Населення
За даними перепису населення 2002 року у селі проживали 1716 осіб.
Національний склад населення села:
| Національність | Кількість осіб | Відсоток |
| -------------- | -------------- | -------- |
| румуни         | 1689           | 98,4 %   |
| українці       | 27             | 1,6 %    |

Рідною мовою назвали:
| Мова       | Кількість осіб | Відсоток |
| ---------- | -------------- | -------- |
| румунська  | 1667           | 97,1 %   |
| українська | 49             | 2,9 %    |

## Персоналії
- Вікентій Ніколайчук (1943—2014) — румунський політик українського походження, член Палати депутатів Румунії у 1996—2000 роках.